# Вепржувка
Вепржувка (пол. Wieprzówka) — гірська річка в Польщі, у Вадовицькому повіті Малопольського воєводства. Ліва притока Скави, (басейн Балтійського моря).

## Опис
Довжина річки 40 км, найкоротша відстань між витоком і гирлом — 18,90  км, коефіцієнт звивистості річки — 2,21. Формується притоками, безіменними струмками та частково каналізована.

## Розташування
Бере початок на північно-західних схилах гори Лісковець (922 м) на висоті 680 м над рівнем моря у селі Ягудки (гміна Андрихув). Спочатку тече переважно на північний захід через Жикі, місто Андрихув, далі тече на північний схід через Вепрж і у Гродзисько впадає у річку Скаву, праву притоку Вісли.
Населені пункти вздовж берегової смуги: Геральтовіце, Пшибрадз, Грабошице.

## Притоки
- Прачиця, Тарганичанка (ліві); Фридрихувка (права).

## Цікавий факт
- У пригирловій частині річку перетинає автошлях  28 (Львів — Затор).